# Johannes Winkler
Johannes Winkler (Bad Carlsruhe, 1897. május 29.  –  Braunschweig, 1947. december 27.) német mérnök, rakétafejlesztő.

## Életpálya
1915-ben részt vett az I. világháborúban, 1916-ban megsebesült, hosszú kórházi ápolásra szorult. Tanulmányait a danzigi műszaki főiskolán végezte. 1924-ben a Wrocławi templom Igazgatóságának tagja (pénzügyi vezető).
A sziléziai Breslauban egy vendéglő különszobájában 1927. július 15-én egyik alapítója a Verein für Raumschiffahrt (VfR), az Űrhajózási egyesület-nek. 8-10 taggal indult, de hamarosan több százan csatlakoztak. Gie Rakete (A rakéta) címmel folyóiratot is indítottak. Berlin közelében levő régi lőszerraktárban tevékenykedhettek. Az egyesületnek 1929-ben már 700 tagja volt. A tagok között szerepelt: Hermann Oberth, Walter Hohmann. A VfR egyesület első elnöke, koordinálásával indult A rakéta folyóirat, melynek első főszerkesztője.
Hamar felismerte, hogy a dugattyús motorral szemben új hőerőgépre van szükség. Támogatás hiányában 1929-ben a Junkers repülőgépgyárba helyezkedett el, jelezve, hogy olyan rakétát kíván tervezni, amellyel a nehéz szállítógépek (hidroplán) indítását könnyebbé lehet tenni. 1929-ben az Elba folyón sikeres tesztet végeztek. A fejlesztés, üzemeltetés során felismerték, hogy folyékony üzemanyag alkalmazásával hatékonyabb segédeszközt készíthetnek. Benzin és cseppfolyós oxigén elegyével működő rakétákkal kísérletezett. Ebben az időben Németországban senki sem végzett sikeres kísérletet.
A gyári kísérletek mellett otthon is a felvetődött kérdésekkel foglalkozott. Barátjával kidolgozták a HW–1 jelzésű rakétát. Több kérdésre megtalálták a választ: szelepek lefagyása, távoli elektromos indítás, az üzemanyag párolgása miatti nyomás ellenőrzése. A tüzelőtér és fúvókák kialakítása okozta a legnagyobb gondot. A kertben felállított próbapadon automata mérte a tolóerőt. Hajtóanyagként folyékony metánt használt
1931. február 21-én Dessau közelében indított rakétája 3 méter magasságba emelkedett. Európában az első sikeres folyékony hajtóanyagú rakétakísérlet volt. Javítás után új kísérletbe kezdett. A rakéta magassága 70 , átmérője 30 centiméter volt. A rakéta vázát 3 darab, egyenként 60 centiméter hosszú sárgarézcső alkotta. A hajtóanyagokat (folyékony oxigén és metán) szivattyú szállította a tüzelőtérbe. Az üzemanyag tartályok elrendezésével az átbillenést, a bukfencezést igyekezett elkerülni. Tüzelőtere acélból készült, a folyékony oxigén fátyolszerűen vette körül a tüzelőteret (hűtési folyamat), hogy a 10 másodperce égési idő alatt ne olvadjon meg. Kísérletei során a rakéta 100 méter magasságba, 200 méter távolságba repült. Elkészítette a HW–2 rakétát, tesztpróba alatt felrobbant, nem volt anyagi eszköze az újjáépítésre.
1939-1945 között a Légiforgalmi Kutatóintézet munkatársa, ahol műszeres magaslégköri-kutató rakétát is szerkesztett. 1945-1947 között a Junkers repülőgépgyár alkalmazottja.

## Szakmai sikerek
1970-ben emlékére nevét a Hold túlsó oldalán kráter viseli.